# Graça Pereira
Maria das Graças Pereira do Espírito Santo, conhecida como Graça Pereira (Duque de Caxias, 26 de outubro de 1951) é uma política brasileira. Em 1998 foi eleita deputada estadual no Rio de Janeiro, sendo reeleita em 2002, 2006 e 2010.

## Legislaturas
- 7ª Legislatura(1999 / 2002) com 26.264 votos.
- 8ª Legislatura  (2003 / 2007) com 41.325 votos.
- 9ª Legislatura  (2008 / 2011) com 51.255 votos.
- 10ª. Legislatura(2011/ 2014)  com 38.746 votos.